# Scisma
Uno scisma è una divisione causata da una discordia fra gli individui di una stessa comunità. Uno scismatico è una persona che determina una divisione in un'organizzazione di cui è membro. Scismatico come aggettivo si riferisce a idee politiche o religiose, che si ritiene portino allo scisma. Più genericamente, in politica o in altri campi la parola scisma si può riferire ad una divisione di un movimento in due o più gruppi in disaccordo.

## Uso nel Cristianesimo
Le parole scisma e scismatico hanno trovato il loro più largo impiego nella storia del Cristianesimo, per denotare le divisioni non pacifiche né concordate, nell'ambito di una chiesa o di una comunità religiosa. In questo contesto, scismatico è il nome che si riferisce a una persona o a una comunità che crea o incita allo scisma in una chiesa o è membro di una chiesa separata, e scismatico è l'aggettivo che si riferisce a idee e cose che si ritiene portino verso lo scisma o lo promuovano, spesso descrivendo una chiesa che è separata da quella che l'utilizzatore della parola considera essere la chiesa cristiana autentica.
Queste parole sono usate sia in senso generale per denotare il fenomeno di un gruppo cristiano che si divide, sia in senso particolare per riferirsi a certe significative divisioni storiche.
Nel Cristianesimo, il termine scisma viene utilizzato in senso generale riferito a:
- l'offesa costituita dall'incitazione alle divisioni fra cristiani (non necessariamente la divisione di fatto).
- eventi di separazione tra due gruppi di cristiani che cessano di essere in comunione l'uno con l'altro, con tutte le conseguenze del caso (per esempio evitando la preghiera comune).
- ogni gruppo o setta cristiana che si è deliberatamente separato dalla Chiesa.

Tutti i cristiani riconoscono che la Chiesa è stata fondata da Gesù Cristo formando la comunità degli Apostoli (cfr. Mt 16,18-19) e che nel corso della storia si è divisa in diverse confessioni cristiane a causa di eresie e scismi, ognuna reclamando per sé lo status di vera e unica Chiesa.
In particolare, la Chiesa cattolica reclama questo titolo e considera l'ortodossia orientale scismatica (in quanto essa ritiene non vi siano consistenti differenze in termini di dottrina della fede, ma solo differenze non sostanziali nella tradizione ecclesiastica e liturgica) ed il protestantesimo eretico (poiché sono presenti differenze sostanziali in termini di dottrina); l'Ortodossia Orientale reclama tale titolo per sé, considerando eretica la chiesa cattolica e sottolineando le profonde differenze dottrinali e liturgiche con essa; il protestantesimo considera entrambe le precedenti in errore a causa di differenze dottrinali anzitutto sui sacramenti e sulla gerarchia ecclesiastica; nell'ambito dello stesso protestantesimo convivono correnti con diversi giudizi sul cattolicesimo e sulle chiese ortodosse d'Oriente.
Lo scisma è stato spesso conseguenza di un'eresia poiché la separazione tra comunità cristiane è in genere avvenuta in conseguenza di differenti impostazioni dottrinali.

### Scismi della Chiesa cristiana
Gli scismi più importanti nella storia del cristianesimo sono stati:
- lo scisma nestoriano, dopo il Concilio di Efeso,
- lo scisma in seguito al Concilio di Calcedonia,
- lo scisma acaciano,
- lo scisma tricapitolino,
- il grande scisma d'Oriente-Occidente, che ha portato alla divisione tra la chiesa cattolica e la chiesa ortodossa
- lo scisma d'Occidente,
- lo scisma protestante,
- lo scisma anglicano, dovuto alla separazione della chiesa anglicana
- il Raskol, lo scisma in seno alla Chiesa ortodossa russa
- lo scisma di Utrecht a seguito del Concilio Vaticano I
- lo scisma dei lefebvriani a seguito del Concilio Vaticano II (dopo la remissione delle scomuniche ai quattro vescovi della FSSPX ordinati nel 1988 da parte di Papa Benedetto XVI nel 2009, la situazione dei lefebvriani non è di scisma quanto piuttosto di anomala "separazione")
- lo scisma tra la chiesa russa e il patriarcato ecumenico di Costantinopoli in seguito al riconoscimento da parte di quest'ultimo della chiesa ortodossa dell'Ucraina in concorrenza con quella dipendente dal patriarcato di Mosca (evento in corso)

## Uso nell'Islam
In seno all'Islam, causò uno scisma la divisione fra Sunniti e Sciiti nel 632 che si ebbe a causa della disputa su quale dovesse essere per diritto il successore del profeta Maometto, e negli anni 661 e 680 a causa del dubbio sulla designazione del pretendente al Califfato.
Va distinto dai movimenti liberali interni all'Islam, che sono da considerarsi una riforma piuttosto che un tentativo di scisma.

## Uso nella politica
Uno scisma importante avvenne fra anarchici (socialisti libertari) e comunisti dell'Associazione Internazionale dei Lavoratori, e più specificamente fra i loro rispettivi leader: Mikhail Bakunin e Karl Marx.

## Uso nel mondo dell'intrattenimento
Varie forme di intrattenimento hanno impiegato questo termine. Per esempio la divisione nello sport del rugby, che portò alla costituzione della rugby league e della rugby union.
Schism è inoltre il titolo di una canzone della rockband Tool contenuta all'interno dell'album Lateralus.